# Java (Sao Tomé-et-Principe)
Pour les articles homonymes, voir Java.
La roça Java est une ancienne plantation située dans le district de Mé-Zóchi, sur l'île de São Tomé. Fondée au XIXᵉ siècle, elle était principalement consacrée à la culture du café et du cacao, jouant un rôle essentiel dans l’économie coloniale. Après l'indépendance de São Tomé-et-Príncipe en 1975, la plantation a continué d'être habitée et utilisée par la communauté locale.
L'école, déjà présente avant l'indépendance, est toujours en activité, et son entretien est assuré par la Fondation Micondó et ses partenaires. Depuis 2019, la fondation s'engage dans la réhabilitation de la roça Java en se concentrant sur trois axes : la solidarité et l'environnement, l'éducation et la santé, ainsi que le patrimoine et la culture. Elle soutient également un jardin d’enfants et prévoit l’ouverture d’un centre de santé en 2025. Parmi ses projets, la restauration de la Casa Grande, un bâtiment historique en ruine, fait partie des initiatives visant à préserver le patrimoine de la roça. Actuellement, la fondation emploie 12 personnes locales, contribuant ainsi au développement économique et social de la communauté.

## Histoire
En février 1953, pendant les heures tragiques connues sous le nom de « massacre de Batepá », près de vingt personnes furent brûlées à la roça Java, dans la séchoir de cacao où elles avaient tenté de se réfugier.

## Population
Lors du recensement de 2024, 40 habitants y ont été dénombrés.

## Économie
Cette ancienne roça produisait du café et du cacao. Elle était dotée d'une ligne de chemin de fer mais, compte-tenu du dénivelé, comme à Ponta Figo et Ribeira Palma, il s'agissait de chemins de fer aériens (caminhos-de-ferro aéreos).
Photographies et croquis réalisés en 2014 mettent en évidence la disposition des bâtiments, leurs dimensions et leur état à cette date.